# Chi soffre, speri
Chi soffre, speri (Que el que sufre, tenga esperanza) o L'Egisto es una ópera en un prólogo y tres actos de los compositores italianos Virgilio Mazzocchi y Marco Marazzoli. Ha sido descrita como la "primera ópera cómica".  El libreto, por Giulio Rospigliosi (el futuro papa Clemente IX), se basa en Boccaccio. Se estrenó en el Palacio Barberini, Roma el 12 de febrero de 1637. La partitura que se ha conservado es una versión revisada que data de 1639.

## Personajes
| Personaje                                     | Tesitura         |
| --------------------------------------------- | ---------------- |
| Egisto enamorado de Alvida                    | soprano castrato |
| Alvida una joven viuda                        | soprano castrato |
| Silvano amigo de Egisto                       | bajo             |
| Coviello criado de Egisto                     | tenor            |
| Zanni criado de Egisto                        | tenor            |
| Moschino paje de Egisto                       | soprano castrato |
| Lucinda criada de Alvida, enamorada de Egisto | soprano castrato |
| Rosilda                                       | soprano castrato |

## Sinopsis
El empobrecido Egisto está enamorado de la joven viuda Alvida. Ella rechaza sus proposiciones a menos que destruya las cosas que le son más queridas: una torre que ha heredad y su halcón favorito. Así lo hace y Alvida queda tan impresionada por la fuerza de su amor que se casa con él. En las ruinas de la torre encuentran enterrado un tesoro y un heliotropo que cura al hijo de Alvida, desesperadamente enfermo. En una subtrama, Lucinda, que está enamorada de Egisto, se disfraza de hombre. Casi se mata cuando Egisto la rechaza pero al final resulta que ella es la hermana de Egisto, perdida hace mucho tiempo.